# La Ferrière, Indre-et-Loire
La Ferrière är en kommun i departementet Indre-et-Loire i regionen Centre-Val de Loire i de centrala delarna av Frankrike. Kommunen ligger i kantonen Château-Renault som tillhör arrondissementet Tours. År 2022 hade La Ferrière 312 invånare.

## Befolkningsutveckling
Antalet invånare i kommunen La Ferrière
Referens:INSEE